# Tadeusz Mołdawa

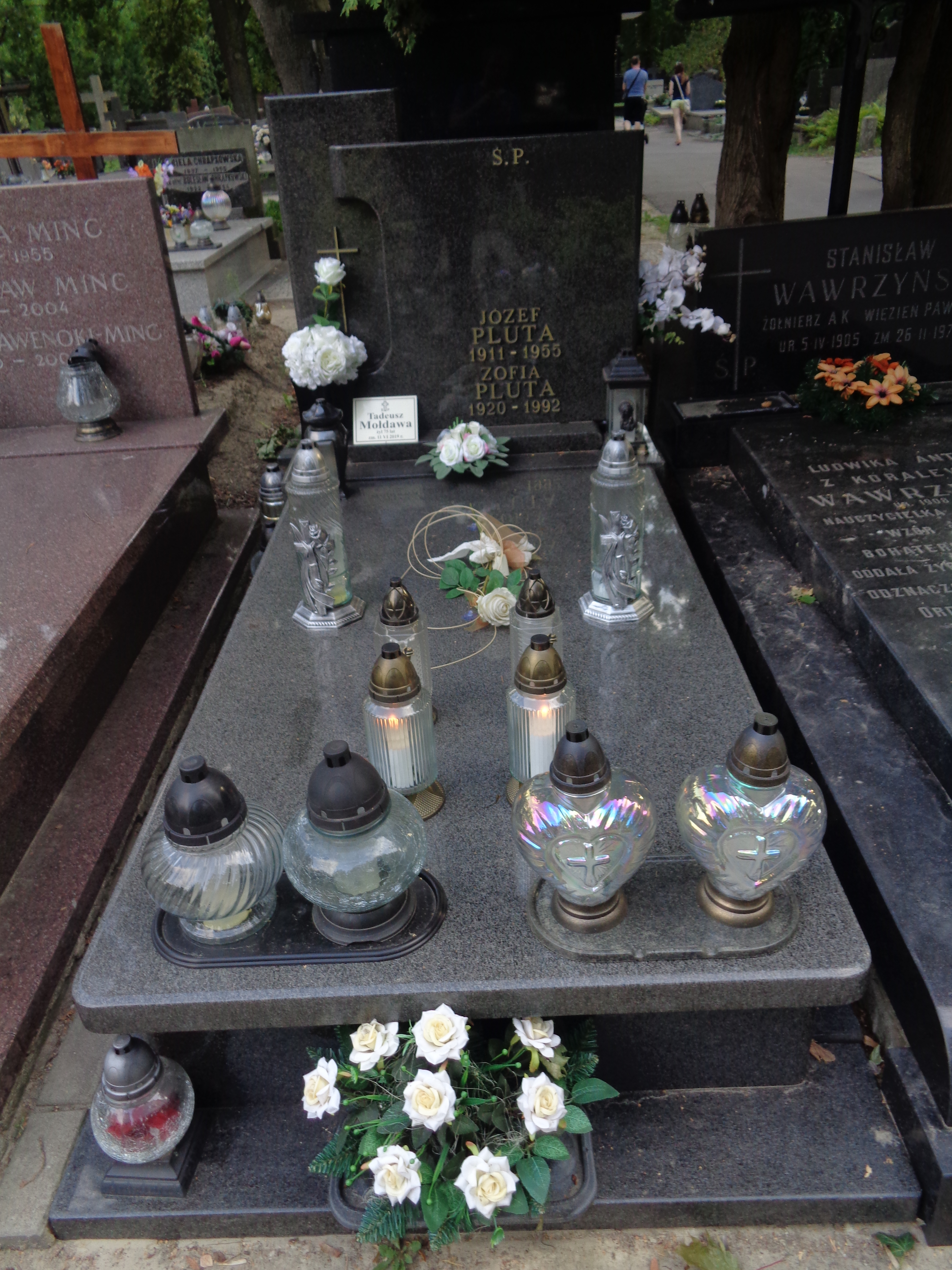
Grób Tadeusza Mołdawy na Cmentarzu Wojskowym na Powązkach

Tadeusz Mołdawa (ur. 26 listopada 1943 w Murawkach, zm. 11 czerwca 2019 w Warszawie) – polski prawnik, politolog, profesor nauk społecznych, nauczyciel akademicki Uniwersytetu Warszawskiego, dziekan Wydziału Dziennikarstwa i Nauk Politycznych UW w latach 1993–1999 i 2005–2008. Działacz PZPR, wykładowca Wyższej Szkoły Nauk Społecznych przy KC PZPR. Podporucznik wojskowego organu bezpieczeństwa państwa PRL.

## Życiorys

### Edukacja
Syn Jana i Natalii. W 1966 ukończył studia na Wydziale Prawa Uniwersytetu Warszawskiego. W 1974 uzyskał stopień doktora nauk politycznych w Instytucie Nauk Politycznych Uniwersytetu Warszawskiego (promotorem jego rozprawy doktorskiej był doc. Kazimierz Gościniak), zaś w 1990 habilitację. W 2014 prezydent RP nadał mu tytuł naukowy profesora nauk społecznych.

### Praca naukowa i zawodowa
Od 1967 pracownik naukowy Instytutu Nauk Politycznych UW, w latach 2001–2005 był jego dyrektorem. W latach 1993–1999 oraz od 2005 do 2008 dziekan Wydziału Dziennikarstwa i Nauk Politycznych UW.
W 2004 pod jego kierunkiem stopień naukowy doktora uzyskał Tomasz Słomka.
Był Członkiem Komitetu Nauk Politycznych Polskiej Akademii Nauk (2011–2014).
W latach 1991–1997 był członkiem Trybunału Stanu.
Zajmował się problematyką systemów politycznych oraz historii instytucji politycznych w Polsce, Europie Środkowej i Wschodniej oraz Hiszpanii, Portugalii i na Kubie. Autor wielu opracowań i publikacji w wyżej wymienionych dziedzinach.
Zmarł 11 czerwca 2019 i 17 czerwca po mszy w kościele św. Jozafata Kuncewicza urna została złożona w grobie rodzinnym na Cmentarzu Wojskowym na Powązkach (kwatera C17-V-2).

## Publikacje
- Konstytucja Republiki Kuby (red.), Zakład Narodowy im. Ossolińskich Wrocław 1978
- Naczelne władze państwowe Polski Ludowej 1944–1979, Wydawnictwa Uniwersytetu Warszawskiego 1979
- Państwo socjalistyczne w myśli marksistowskiej, KAW Warszawa 1981
- Ustrój polityczny socjalistycznej Kuby, KAW Warszawa 1982
- Sejm Polskiej Rzeczypospolitej Ludowej, KAW Warszawa 1987
- Historia Sejmu Polskiego. Sejm Polski 1947–1989, PWN Warszawa 1990
- Ludzie władzy 1944–1991. Władze państwowe i polityczne Polski według stanu na dzień 28 II 1991, PWN Warszawa 1991